# Total War: Warhammer II
Total War: Warhammer II — тактична відеогра, суміш покрокової стратегії і тактики в реальному часі, розроблена Creative Assembly і видавана Sega. Це одинадцята гра в серії Total War і друга у трилогії Total War: Warhammer. Вийшла на персональних комп'ютерах для операційної системи Windows 28 вересня 2017 року. 20 листопада 2018 року Feral Interactive випустила гру для macOS і Linux.
Події Total War: Warhammer II доповнюють події Total War: Warhammer, описуючи війни всесвіту Warhammer на його західних материках.

## Ігровий процес

### Основи
Як і попередня гра, Total War: Warhammer II є покроковою стратегією з елементами тактики в реальному часі. Ігровий процес концентрується на битвах, де гравці керують загонами воїнів у реальному часі. Між битвами відбувається переміщення армій, найм і поповнення військ, вивчення вдосконалень і дипломатичні дії.
В Total War: Warhammer II більше значення має ландшафт і клімат. Так, рослинність впливає не лише на видимість військ, а й на точність пострілів крізь неї. На глобальній карті можна проводити ритуали, що дають фракції гравця вагомі бонуси. Ритуали проводяться в обраних містах і кожен наступний вимагає більше ресурсів. Противники в цей час отримують змогу за певну плату створити на території проведення ритуалу армію, щоб перешкодити йому. Крім золота, кожна фракція отримала унікальний додатковий ресурс, що дає бонуси і потрібен для виконання сюжетно важливих ритуалів.

### Ігрові фракції
У грі представлено фракції, що були відсутні в Total War: Warhammer. Фракції з попередньої гри наявні тільки як противники.
Вищі ельфи (англ. High Elves) — стародавній гордий народ, що проживає на континенті Ультуан (відповідає Атлантиді). В центрі цього кільцевого континенту лежать Острови Мерців, де знаходиться магічний Великий Вихор, який ельфи охороняють. Вищі ельфи володіють нечисленними, проте потужними піхотинцями та вершниками. В їхній армії багато чаклунів і приручених драконів. Упродовж кампанії вони можуть отримувати бонуси від спеціальних ритуалів. Також Вищі ельфи — майстерні торгівці та дипломати. Вони одразу розвідують всі території фракції, з якою мають торгову угоду, та можуть маніпулювати іншими фракціями, витрачаючи спеціальні очки впливу. Особливий ресурс — «фрагменти шляху», що витрачається на ритуали, зокрема стабілізує Великий Вихор.
Ящеролюди (англ. Lizardmen) — розумні рептилії різних видів, створені Древніми для облаштування світу. Проживають на континенті Люстрія. Коли Древні зникли внаслідок вибуху їхнього порталу, що призвів до прориву Хаосу в матеріальний світ, ящеролюди намагаються продовжити план Древніх. Їхня культура нагадує культуру індіанців Месоамерики. В ящеролюдей є багато піхотинців, вершників, чаклунів та чудовиськ, схожих на динозаврів, але обмаль стрільців і війська дорогі в наймі. Також їхня армія важко контролюється і в запалі бою може перестати слухатись наказів. Натомість ящеролюди вміють посилювати армію ритуалами, користуватись підтримкою жерців та влаштовувати розвідку і засідки. Поселення ящеролюдей пов'язані геомантичною мережею, що більша мережа — то сильнішими стають полководці. Особливий ресурс — стародавні таблички.
Скейвени (англ. Skaven) — щуролюди, колишні люди, спотворені під дією магічних варп-каменів. Вони населяють руїни, розкидані по всьому світу, поєднані підземними тунелями. Тому вороги не можуть виявити міста скейвенів, поки не обшукають руїни. В їхніх арміях багато слабких і дешевих військ, які підтримуються чудовиськами та бойовими машинами. Вони здатні проникати під ворожі міста та збирати їжу, що розширює можливості армії. Здатні одразу заселяти міста, тоді як іншим фракціям потрібне поступове зростання населення. В своїх володіннях скейвени поширюють скверну, що шкодить просуванню ворожих сил. Полководці скейвенів можуть бунтувати, а війська воліють тікати в разі ворожої перваги. Особливий ресурс — варп-камені.
Темні ельфи (англ. Dark Elves) — підступні та жорстокі нащадки стародавніх ельфів, що були вигнані з Ультуану та поселились в Наґґароті (відповідає Північній Америці). Темні ельфи володіють нечисленними, але потужними піхотними та кавалерійськими військами, які підтримуються чаклунами і гідрами. Вони посилюються, якщо зазнають певної кількості втрат. Після битв вони захоплюють рабів, що посилює їхню економіку. Здатні здійснювати набіги на узбережжя завдяки кораблям. Темні ельфи, як і Вищі, посилюються ритуалами, а їхні полководці можуть отримувати Імена Сили, що дають їм суттєві бонуси. В той же час населення Темних ельфів непокірне, в полководці схильні бунтувати. Особливий ресурс — сувої Гекарті.
Царі гробниць (англ. Tomb Kings) — колишнє населення імперії Некехара (відповідає Єгипту і арабським країнам), підняте з мертвих її правителем-чаклуном Нагашем. Війська Царів гробниць — це рухомі кістяки, мумії, та складені з кісток големи і оживлені статуї. Основу армії складають піхотинці та колісниці. Коли війська зазнають певної кількості втрат, вони можуть полікуватися. Також Царі гробниць здатні конструювати магічні артефакти та елітні війська. Замість проведення ритуалів збирають магічні книги. В кампанії вони не потребують золота для найму та утримання військ, нові війська та вдосконалення відкриваються після збору особливого ресурсу — каноп. Фракцію додано в складі DLC.
Вампірське узбережжя (англ. Vampire Coast) — пірати-зомбі, якими керують вампіри. Їхню армію складають піхотинці, озброєні вогнепальною зброєю, а також морські чудовиська і големи. Навколо поселень вампірів поширюється скверна, що заважає просуванню ворожих сил. Полководці вампірів схильні до непокори, але також можуть шукати скарби. Замість виконання ритуалів вони насилають прокляття. Фракцію додано в складі DLC.

## Сюжет
У грі пропонується зіграти за обрану фракцію, але на відміну від Total War: Warhammer, у всіх основних фракцій є спільна кінцева мета — отримати контроль над Великим Вихором. Цей Вихор був створений у давнину героєм ельфів Каледором і ящеролюдьми, щоб ослаблювати вплив Царства Хаосу. Але тепер поява двохвостої комети порушує стабільність Вихору. Вищі ельфи та ящеролюди прагнуть захистити Вихор, тоді як інші — заволодіти його силою і привести свій народ до панування над світом. Царі гробниць мають особливу мету — комета пробудила Чорну піраміду Нагаша, для відкриття якої Царям гробниць потрібно захопити п'ять магічних книг.
Коли фракція вже близька до мети, виявляється, що комета фальшива. Знаючи, що поява комети означає лихі часи, скейвени створили під її виглядом магічну ракету. Це спричинило виконання народами світу ритуалів, призначених захиститись від катаклізмів. Енергію від цих ритуалів скейвени збирали, щоб живити магічний дзвін, який порушує Вихор. Коли він проб'є тринадцять разів, їхнє божество Рогатий Щур прийде у світ.
Фракція повинна захопити п'ять місць, де провести ритуали, щоб впливають на Великий Вихор. Фінальна битва відбувається на Островах Мерців, що лежать в центрі Великого Вихору. Від результату битви залежить фінал гри:
- Вищі ельфи — їм вдається стабілізувати Вихор, чим виконати обов'язок боротьби із Хаосом.
- Ящеролюди — завдяки відновленій геомантичній мережі та останньому ритуалу Вихор не лише стабілізується, а й посилюється. Природа розквітає, ящеролюди отримують величезну силу. Вони починають похід по світу, аби знищити все, що не входить до плану Древніх.
- Скейвени  — Рогатий Щур встигає прибути в матеріальний світ і скейвени завойовують всі землі.
- Темні ельфи  — Малекіт входить у Вихор, вбирає його силу та стає богом, здобувши владу, якої шукав усе життя.
- Царі гробниць  — Чорна піраміда відновлює свою силу, роблячи Царів гробниць непереможними.
- Вампірське узбережжя  — вони долають мервірма Аманара і перетворюють його на зомбі, отримавши владу над всіма морями світу.

Для власників Total War: Warhammer в Total War: Warhammer II доступна кампанія «Смертні імперії». В ній наявні Старий і Новий світи з їхніми фракціями. Як і в першій грі, в ній слід привести свою фракцію до світового панування.

## Завантажувані доповнення
- Blood for the Blood God II — видане в жовтні 2017, додає візуальні ефекти крові та розчленувань. Безкоштовне для власників аналогічного DLC для Total War: Warhammer[7].
- Rise of the Tomb Kings — видане в січні 2018, додає Царів Гробниць[5].
- The Queen and the Crone — видане в травні 2018, додає нових героїв для Вищих ельфів і Темних ельфів, нові юніти та механіки[8].
- Curse of the Vampire Coast — видане в листопаді 2018, додає Вампірське узбережжя[6].
- The Prophet and the Warlock — видане в квітні 2019, додає нових героїв для ящеролюдей і скейвенів, нові юніти та механіки[9].
- The Hunter and The Beast — видане у вересні 2019, додає нових героїв для ящеролюдей та Імперії, нові юніти та механіки[10].
- The Shadow and the Blade — видане в грудні 2019, додає нових героїв для Темних ельфів і скейвенів, нові юніти та механіки[11].
- The Warden & The Paunch — видане в травні 2020, додає нових героїв для Вищих ельфів і Зеленошкірих, нові юніти та механіки[11].

## Оцінки й відгуки
| Агрегатор  | Оцінка |
| ---------- | ------ |
| Metacritic | 87/100 |

| Видання        | Оцінка |
| -------------- | ------ |
| GameSpot       | 9/10   |
| IGN            | 9.1/10 |
| PC Gamer (США) | 92/100 |

Середня оцінка гри на агрегаторі Metacritic склала 87 балів зі 100.
Леана Гафер з IGN відгукнулася, що Total War: Warhammer II не вносить кардинальних змін до формули ігрового процесу, проте розвиває її, збагачуючи оригінальну гру. Особливо виділялася структура кампанії, яка стала динамічнішою та насиченішою подіями, адже потреба для кожної фракції завершити ритуал спонукає до взаємного саботажу й конкуренції. При цьому ж «дипломатія залишається позаду більшості інших сучасних стратегічних ігор у своїй універсальності».
Як писав Деніел Старкі в GameSpot, «Фактично, Warhammer II перевершує свою попередницю майже в усіх відношеннях. Всіх, окрім камери, яка недостатньо зменшує масштаб і викликає розчарування в кількох іграх Total War, і багатокористувацькому режимі» (для багатокористувацької гри були доступні лише Темні ельфи, Вищі ельфи, Ящерлюди та Скейвени). Кампанія, зосереджена навколо магічного вихору називалася однією з найкращих у стратегічних іграх такого типу.
Джоді Макгрегор з PC Gamer описав Total War: Warhammer II як «максималістський сиквел, який вдосконалює майже кожен аспект першої гри». Зазначалося, що поряд з удосконаленнями виникли нові проблеми, так, як очевидні прогалини на карті світу, де мали би проживати відомі народи. Але битви компенсують невеликі недоліки, бо кожна нова фракція отримала дійсно унікальні механіки та виразних юнітів. «Total War: Warhammer була чудовою грою на момент запуску, яка ставала ще кращою в міру доповнень, і Warhammer 2 відчувається, ніби починається з того моменту, на якому вона зупинилася».